# EIF5A2
EIF5A2‏ (Eukaryotic translation initiation factor 5A2) هوَ بروتين يُشَفر بواسطة جين EIF5A2 في الإنسان.